# Leviellus inconveniens
Leviellus inconveniens is een spinnensoort uit de familie van de Phonognathidae.
De wetenschappelijke naam van de soort werd in 1872 als Epeira inconveniens gepubliceerd door Octavius Pickard-Cambridge.